# أكسفورد (مسيسيبي)
أكسفورد (بالإنجليزية: Oxford, Mississippi)‏ هي مدينة تقع في الولايات المتحدة في مقاطعة لافاييت (مسيسيبي). يقدر عدد سكانها بـ 18,916 نسمة ومساحتها 25.8 كم2 وترتفع عن سطح البحر 154 متر، وهي مقر جامعة مسيسيبي.

## التركيبة السكانية
حدّد مكتب تعداد الولايات المتحدة بيانات التركيبة السكانية لأكسفورد في تعداد الولايات المتحدة. في ما يلي، التركيبة السكانية حسب تعدادي 2000 و2010.

### تعداد عام 2000
بلغ عدد سكان أكسفورد 11,756 نسمة بحسب تعداد عام 2000، وبلغ عدد الأسر 5,327 أسرة وعدد العائلات 2,108 عائلة مقيمة في المدينة. في حين سجلت الكثافة السكانية 169.9 نسمة لكل كيلومتر مربع (440.0/ميل2). وبلغ عدد الوحدات السكنية 6,137 وحدة بمتوسط كثافة قدره 88.7 لكل كيلومتر مربع (229.7/ميل2).
وتوزع التركيب العرقي للمدينة بنسبة 75.01% من البيض و20.95% من الأمريكيين الأفارقة و0.12% من الأمريكيين الأصليين و2.68% من الأمريكيين ذوي الأصول الآسيوية و0.02% من سكان جزر المحيط الهادئ و0.36% من الأعراق الأخرى و0.87% من عرقين مختلطين أو أكثر و1.04% من الهسبانيون أو اللاتينيون من أي عرق.
بلغ عدد الأسر 5,327 أسرة كانت نسبة 19% منها لديها أطفال تحت سن الثامنة عشر تعيش معهم، وبلغت نسبة الأزواج القاطنين مع بعضهم البعض 26.9% من أصل المجموع الكلي للأسر، ونسبة 10.1% من الأسر كان لديها معيلات من الإناث دون وجود شريك،  بينما كانت نسبة 2.6% من الأسر لديها معيلون من الذكور دون وجود شريكة وكانت نسبة 60.4% من غير العائلات. تألفت نسبة 37.9% من أصل جميع الأسر من عدة أفراد يعيشون في نفس المنزل ونسبة 8.2% كانت تتألف من شخص يعيش بمفرده يبلغ من العمر 65 عاماً أو أكثر. وبلغ متوسط حجم الأسرة المعيشية 2.05، أما متوسط حجم العائلات فبلغ 2.78.
بلغ العمر الوسطي للسكان 26.2 عاماً. وكانت نسبة 14.7% من القاطنين تحت سن الثامنة عشر، وكانت نسبة 31.1% بين الثامنة عشر والرابعة والعشرين عاماً، ونسبة 24.6% كانت واقعةً في الفئة العمرية ما بين الخامسة والعشرين والرابعة والأربعين عاماً، ونسبة 12.8% كانت ما بين الخامسة والأربعين والرابعة والستين، ونسبة 9.8% كانت ضمن فئة الخامسة والستين عاماً فما فوق. يوجد لكل 100 أنثى 98.2 ذكر، ويوجد لكل 100 أنثى في الثامنة عشر من عمرها فما فوق 97.0 ذكر.
بلغ متوسط دخل الأسرة في المدينة 20,526 دولارًا، أما متوسط دخل العائلة فبلغ 45,700 دولارًا. وكان متوسط دخل الذكور 33,750 دولارًا مقابل 22,284 دولارًا للإناث. وسجل دخل الفرد الخاص بالمدينة 18,672 دولارًا. وكانت نسبة 11.6% من العائلات ونسبة 31.1% من السكان تحت خط الفقر، وكان من هؤلاء نسبة 13.7% تحت سن الثامنة عشر ونسبة 14.8% في الخامسة والستين من العمر وما فوق.

### تعداد عام 2010
بلغ عدد سكان أكسفورد 18,916 نسمة بحسب تعداد عام 2010، وبلغ عدد الأسر 8,648 أسرة وعدد العائلات 3,264 عائلة مقيمة في المدينة. في حين سجلت الكثافة السكانية 273.4 نسمة لكل كيلومتر مربع (708.1/ميل2). وبلغ عدد الوحدات السكنية 11,085 وحدة بمتوسط كثافة قدره 160.2 لكل كيلومتر مربع (414.9/ميل2).
وتوزع التركيب العرقي للمدينة بنسبة 72.29% من البيض و21.83% من الأمريكيين الأفارقة و0.32% من الأمريكيين الأصليين و3.28% من الأمريكيين ذوي الأصول الآسيوية و0.07% من سكان جزر المحيط الهادئ و1.13% من الأعراق الأخرى و1.07% من عرقين مختلطين أو أكثر و2.46% من الهسبانيون أو اللاتينيون من أي عرق.
بلغ عدد الأسر 8,648 أسرة كانت نسبة 18.1% منها لديها أطفال تحت سن الثامنة عشر تعيش معهم، وبلغت نسبة الأزواج القاطنين مع بعضهم البعض 24.7% من أصل المجموع الكلي للأسر، ونسبة 9.5% من الأسر كان لديها معيلات من الإناث دون وجود شريك،  بينما كانت نسبة 3.5% من الأسر لديها معيلون من الذكور دون وجود شريكة وكانت نسبة 62.3% من غير العائلات. تألفت نسبة 38% من أصل جميع الأسر من عدة أفراد يعيشون في نفس المنزل ونسبة 8.2% كانت تتألف من شخص يعيش بمفرده يبلغ من العمر 65 عاماً أو أكثر. وبلغ متوسط حجم الأسرة المعيشية 2.09، أما متوسط حجم العائلات فبلغ 2.82.
بلغ العمر الوسطي للسكان 25.3 عاماً. وكانت نسبة 14.8% من القاطنين تحت سن الثامنة عشر، وكانت نسبة 34.4% بين الثامنة عشر والرابعة والعشرين عاماً، ونسبة 26.1% كانت واقعةً في الفئة العمرية ما بين الخامسة والعشرين والرابعة والأربعين عاماً، ونسبة 14.2% كانت ما بين الخامسة والأربعين والرابعة والستين، ونسبة 10.5% كانت ضمن فئة الخامسة والستين عاماً فما فوق. وتوزع التركيب الجنسي للسكان بنسبة 50.7% ذكور و49.3% إناث.

## أعلام
- جيم بول
- جون فولكنير
- ناعومي سيمز
- جيمس ج. كوك
- آرثر جايتون
- باري هانا
- د. ك. ميتكالف
- لاري براون
- ر. إل. بيرنسايد
- لورنزن رايت